# Enes Bajramović
Enes Bajramović (Zenica, 15. februar 1951 — Sarajevo, 25. mart 2006) bio je svestrani bosanskohercegovački muzičar, instrumentalista, kompozitor i aranžer.
Karijeru je započeo kao član grupe COD. Bio je i u postavci Ambasadora na takmičenju Evrosong 1976. (Ne mogu skriti svoju bol) i dugogodišnji član Plesnog orkestra RTV Sarajevo u kojem je svirao trombon. Autor je hitova koje su, među ostalim, izvodili Indeksi, Ambasadori i Jadranka Stojaković. Posljednjih nekoliko godina živio je i radio u SAD. Nakon kratke i teške bolesti u Sarajevu je preminuo u martu 2006. godine.

## Spisak pjesama
- Ako želiš da budeš moj (1980)
- Balada o ljetu (1981)
- Balerina (1978)
- Bijeli bagrem
- Brza pisma (1973)
- Budi jača (1978)
- Ciciban (1976)
- Čudesna romantika (1975)
- Čuvam ti snove (1982)
- Da tebe nema (1976)
- Deda, ja i moja baka (1990)
- (1978)
- Dođi da me vidiš (1980)
- Dođi mi na čaj (1975)
- Dođite na čaj (1977)
- Điha, điha (1980)
- Ekskurzija (1977)
- Hej, hej, stani malo (1977)
- Hej, ti (1982)
- Horoskop (1981)
- Ja nisam kao drugi (1977)
- Jučer, danas, sutra (1978)
- Kad smo bili sasvim mali (1977)
- Kad te jednom nađem (1977)
- Koliko ima na svijetu mrava (1978)
- Ljubav što sam imao (1977)
- Moja mala na popravni pala (1978)
- Naša ljubav trajala je kratko (1977)
- Nauči me (1982)
- Nisi mala beba (1976)
- [2004)
- Noćne ptice (1978)
- Novi štos (1976)
- Ona samo jednog voli (1977)
- Otkrit ću ti tajnu (1977)
- Plava greška  (1982)
- Rok za moju bivšu punicu i njenu prijateljicu (1976)
- Sanja ima oči plave (1980)
- Sanjam (1974)
- Sanjao sam jedan san (1977)
- Semafor (1977)
- Sipaj do vrha (1982)
- Slušaj me Majo (1980)

## Spoljašnje veze
- Enes Bajramović na sajtu  (jezik: engleski)